# Communis opinio
Communis opinio, alla lettera opinione comune, è un'espressione latina usata specialmente nell'ambito dei giuristi per indicare quale era l'opinione più diffusa.
Già usato nel medioevo, divenne nel XV secolo il punto di riferimento dei giudici in quanto le fonti normative (il diritto romano, così come modificato dallo stratificarsi di altre norme feudali, comunali, signorili) apparivano spesso contraddittorie.
L'opinione dei giuristi poteva essere vista da un criterio quantitativo (il mero numero) oppure anche qualitativo, sulla base dei più autorevoli. Per questo molto spesso era usato nella forma Communis opinio doctorum cioè l'opinione comune tra gli esperti.
Era anche espresso in forma di brocardo Communis opinio habet vim consuetudinis. L'opinione comune ha il valore di consuetudine.
Nel diritto di San Marino dove persiste il diritto comune  si segue ancora La communis opinio doctorum
. L'espressione communis opinio, soprattutto nel passato, era usata nello studio della teologia e della medicina.
Il Vocabolario della Crusca indicava come corrispondente termine in lingua italia accordamento .